# سامانه اتوبوس تندرو تبریز
سامانه اتوبوس تندرو تبریز که با نام بی‌آرتی یا BRT (مخفف عبارت انگلیسی Bus Rapid Transit) هم شناخته می‌شود، پس از تهران دومین سامانهٔ اتوبوس از این دست در ایران است. مسیر این سامانه که در ابتدا حدفاصل میدان راه‌آهن در غرب تبریز تا چهارراه آبرسان در شرق تبریز بود در شهریور ۱۳۸۷ راه‌اندازی گردید و سپس تا نمایشگاه بین‌المللی تبریز (میدان بسیج) گسترش یافت.

## پیشینه
با توجه به افزایش جمعیت در کلانشهرهایی مانند تبریز، لزوم ایجاد یک سیستم حمل و نقل سریع و منظم که بتوان با هزینه کمتری نسبت به سایر روش‌های متداول مانند قطار شهری راه اندازی گردد، مسئولان شهری تبریز را بر آن داشت که پس از مطالعات کارشناسی اقدام به ایجاد مسیر مجزا برای حرکت اتوبوس در شریان‌های اصلی شهر نمایند. سرانجام با نرده گذاری و ایجاد ایستگاه در خیابان‌های امام و ۲۲ بهمن، سامانه اتوبوس تندرو تبریز در سال ۱۳۸۷ آغاز بکار کرد. در ابتدا مخالفت‌های شدیدی با این طرح شد. از جمله می‌توان به اعتراض اصناف و کسبه خیابان‌هایی که نرده گذاری در آنها سبب از رونق افتادن کسب و کار این قشر می‌شد و همچنین نگرانی‌هایی از بابت بروز تصادفات به علت حرکت سریع اتوبوس‌ها، اشاره کرد.

## مراحل ساخت
عملیات ایجاد مسیر ویژه اتوبوس‌های تندرو از مرداد ماه ۱۳۸۷ آغاز گردید. اجرای نرده گذاری و ایجاد ایستگاه‌ها با سرعت پیش رفت. با احداث مسیر تندرو در خیابان امام خمینی، جهت تردد خودروهای شخصی که برای سالهای طولانی به صورت دوطرفه انجام می‌گرفت، به حالت یکطرفه و به سمت چهارراه آبرسان درآمده است. همچنین حرکت این خودروها در مسیر ویژه اتوبوس‌های تندرو از ساعت ۲۲:۳۰ تا ۶ صبح بلامانع است. در فرایند نرده گذاری این مسیر حدفاصل میدان قونقا تا میدان جهاد (نصف راه) به علت کم عرض بودن خیابان، کلیه درختان موجود در جدول کشی وسط خیابان قطع و آسفالت ریزی شد. در این مسیر ابتدا از نرده‌های زرد رنگ برای جداسازی استفاده می‌شد اما از سال ۱۳۹۳ به جای این نرده‌ها از جدول استفاده گردید. در حال حاضر از فلکه دانشگاه (میدان جانبازان) تا پل کابلی و همچنین از میدان استاد شهریار (هتل مرمر) تا میدان بسیج، به علت نسبتاً روان بودن ترافیک از جدول‌های جدا کننده برای مسیر ویژه اتوبوس استفاده نشده‌است و اتوبوس‌ها از لاین عمومی تردد می‌کنند. وضعیت ایستگاهای بی آر تی تبریز نیز به دلیل ظرفیت کم و عدم ایمنی مناسب همواره مورد انتقاد شهروندان بود که از دی ماه ۱۳۹۲ عملیات نوسازی ایستگاه‌ها آغار شد. ایستگاه‌های جدید علاوه بر ایمنی و ظرفیت بالا، با بهره‌گیری از پنل‌های خورشیدی انرژی مورد نیاز برای روشنایی ایستگاه در شب را نیز تأمین می‌کند.

## ناوگان و خطوط
خط یک بی‌آرتی تبریز که در واقع مسیر اصلی این سامانه نیز می‌باشد، ۱۸ کیلومتر طول دارد که از میدان راه‌آهن در غرب تبریز آغاز شده و در میدان بسیج در شرق تبریز پایان می‌یابد. در زمان گشایش این مسیر تعداد ۵۰ دستگاه اتوبوس ساخت شرکت شهاب خودرو در این مسیر فعال بود. امروزه ۱۱۵ دستگاه اتوبوس دو کابین ۱۸ متری ساخت شرکت King Long چین در این مسیر فعالیت دارند. مدت زمان متوسط انتظار در ایستگاه‌های این مسیر ۳ دقیقه است.
خط دوم این مسیر در ابتدا از چهارراه آبرسان آغاز و تا میدان ساعت در مرکز تبریز ادامه می‌یافت که بعداً تا چهارراه شریعتی امتداد پیدا کرد. طول این مسیر ۴ کیلومتر است. هم‌اکنون تعداد ۵ دستگاه اتوبوس ساخت شرکت آکیا در این مسیر تردد دارند.
روزانه ۱۲۰ هزار نفر توسط سامانه اتوبوس‌های تندرو تبریز جابه‌جا می‌شوند.

## ایستگاه‌ها
ایستگاه‌های خط یک مسیر بی‌آرتی تبریز:
1. پایانه راه‌آهن
2. ایستگاه کوی قدس (هتل دریا)
3. ایستگاه چهارراه خطیب
4. ایستگاه اشکان (نصف راه)
5. ایستگاه شرکت نفت (مجتمع تجاری ستاره باران)
6. ایستگاه سیلو (بیمارستان محلاتی)
7. ایستگاه چهارراه قطران (کوره باشی)
8. ایستگاه بازار میلاد (سرچشمه)
9. ایستگاه باغ گلستان (میدان قونقا)
10. ایستگاه دبیرستان فردوسی
11. ایستگاه چهارراه شریعتی (شهناز)
12. ایستگاه تربیت (میدان ساعت)
13. ایستگاه موزه (موزه آذربایجان-مسجد کبود)
14. ایستگاه شهید بهشتی (چهارراه منصور)
15. ایستگاه مسجد حاج احمد (چهارراه منصور)
16. ایستگاه میدان قطب
17. ایستگاه تپلی باغ
18. ایستگاه کلانتر کوچه
19. ایستگاه چهارراه آبرسان
20. ایستگاه دانشگاه تبریز
21. ایستگاه جام جم
22. ایستگاه حوزه علمیه
23. ایستگاه بیمارستان ۲۹ بهمن
24. ایستگاه راهنمایی (ایستگاه تبادلی به سمت ایل‌گلی)
25. ایستگاه آذری (دروازه تهران)
26. ایستگاه سه راهی ولیعصر
27. ایستگاه استاد شهریار (هتل مرمر-میدان استاد شهریار)
28. ایستگاه جاده تهران
29. پایانه بسیج (نمایشگاه بین‌المللی تبریز)

ایستگاه‌های خط دو مسیر بی‌آرتی تبریز:
1. پایانه چهارراه آبرسان
2. ایستگاه کلانتر کوچه
3. ایستگاه تپلی باغ
4. ایستگاه میدان قطب
5. ایستگاه مسجد حاج احمد (چهارراه منصور)
6. ایستگاه شهید بهشتی (چهارراه منصور
7. ایستگاه موزه (موزه آذربایجان-مسجد کبود)
8. ایستگاه تربیت (میدان ساعت)
9. ایستگاه شهید محققی (سه راه امین)
10. ایستگاه چهارراه شریعتی (شهناز)

## مزایای سامانه
1. سرعت بالای اتوبوسهای فعال در خطوط تندرو در مقایسه با سرعت اتوبوسها در خطوط عادی
2. تعداد بالای اتوبوس و به تبع آن کاهش زمان تواتر اتوبوسها و پایین بودن زمان انتظار مسافرین در ایستگاه‌ها
3. کاهش زمان سفر. در شرایط عادی متوسط زمان سفر از غرب به شرق در مسیر خارج از خط تندرو با وسایط نقلیه عمومی یا شخصی یک ساعت می‌باشد که توسط اتوبوسهای خط تندرو در نیم ساعت پیموده می‌شود
4. پایین بودن هزینه جابجایی با اتوبوس در مقایسه با سایر وسایط نقلیه، به نسبت مسافت طی شده با اتوبوس

## مشکلات سامانه
عمده مشکل سامانه BRT تبریز که همواره از زمان گشایش این مسیر مسئله ساز بوده‌است، نامناسب بودن وضعیت آسفالت این خط است. تردد اتوبوس‌های با وزن بالا و در یک محدوده معین، همواره سبب جمع شدن و چین خوردگی آسفالت به ویژه در نزدیکی ایستگاه‌ها می‌شود. مسئولان شهرداری تبریز از روش‌های گوناگونی همچون تراشیدن آسفالت و تسطیح آن، استفاده از بتن غلطکی یا بکار بردن کفپوش‌های ترافیکی به جای آسفالت استفاده کرده اما همچنان مشکلات این مسیر رفع نشده‌است. متأسفانه عدم برنامه‌ریزی و رسیدگی جدی به این مسئله در چند سال اخیر باعث استهلاک شدید اتوبوس‌های میلیاردی، مصرف زیاد تایر و مشکلات فنی ناوگان و همچنین به خطر افتادن ایمنی مسافرین با وجود چاله‌های بزرگ شده‌است. در پاییز ۱۳۹۳ برای اولین بار فناوری استفاده از بتن غلطکی در مسیر BRT تبریز آغاز شد. هم اینک در محدوده چهارراه خطیب تا میدان قونقا و همچنین از پل کابلی تا میدان استاد شهریار از این تکنولوژی استفاده شده‌است. هم چنین در تابستان ۱۳۹۶ عملیات بتن ریزی با استفاده از بتن مسلح در ایستگاه‌های این مسیر حدفاصل میدان ساعت تا چهارراه آبرسان انجام پذیرفت. در مرداد ۱۳۹۷ عملیات بتن ریزی و استفاده از کف پوش‌های ترافیکی در ایستگاه‌های حد فاصل میدان باغ گلستان تا میدان ساعت صورت گرفت. پس از آن نیز به تدریج در پاییز ۱۳۹۷ تمامی ایستگاه‌های حدفاصل میدان قونقا تا نصف‌راه با استفاده از بتن مسلح ترمیم گردید.
اما مهم‌ترین مشکل از دید کارشناسی در سامانه تندرو تبریز، وجود بریدگی‌های متعددی که نزدیک به ۱۰۰ مورد می‌باشد که مهم‌ترین چالش اتوبوسرانان در مسیر تندرو می‌باشد و کار آن‌ها را در این مسیر دو چندان مشکل نموده‌است به این جهت که ورود بی‌محابای عابران و موتورسواران از این بریدگی‌ها به مسیر تندرو، مهم‌ترین عامل تصادفات درمسیر BRT می‌باشد.
ازدحام جمعیت و شلوغ بودن اتوبوس‌ها و همچنین تأخیر در رسیدن اتوبوس‌ها به ایستگاه به خصوص در زمان‌های خاصی از روز از دیگر معضلات این سامانه می‌باشد.